# Коутс, Джон
Джон Доулинг Коутс (англ. John Dowling Coates; род. 7 мая 1950, Сидней, Австралия) — австралийский юрист, бизнесмен, спортивный деятель, президент Спортивного арбитражного суда (с 2011 — по настоящее время).

## Биография
Джон Коутс родился 7 мая 1950 году в Сиднее, в семье адвоката. В школе увлекся крикетом, затем академической греблей.
После окончания школы учился в Сиднейском университете, получил диплом юриста. Работал адвокатом.
На любительском уровне продолжал заниматься академической греблей, в экипаже был штурманом. Был членом Сиднейского гребного клуба.
В 1982 году стал членом исполкома Олимпийского комитета Австралии. С 1985 года — вице-президент, а с 1990 года — президент НОК.
Принимал деятельное участие в организационном комитете по подготовке XXVII летних Олимпийских игр в Сиднее 2000 года.
В 2009 году Джон Коутс вошел в Исполнительный комитет Международного олимпийского комитета. В 2013 году избран вице-президентом МОК.
В 2011 году стал третьим по счету президентом Спортивного арбитражного суда (CAS) в Лозанне. На этом посту работает по настоящее время.

## Награды
- Компаньон ордена Австралии (12 июня 2006 года) — за службу по развитию спорта на национальном и международном уровне в рамках олимпийского движения, способствующей благополучию молодежи, толерантности, взаимопониманию, миру и взаимному уважению между народами мира[2][3].
- Офицер ордена Австралии (12 июня 1995 года) — в знак признания служения по продвижению спорта и олимпийского движения[2][3].
- Член ордена Австралии (12 июня 1989 года) — в знак признания служения гребному спорту[2][3].
- Медаль Столетия (Австралия, 1 января 2001 года) — за выдающиеся заслуги в развитии спорта в Австралии[2].
- Орден Восходящего солнца II степени (2025 год, Япония)[4].
- Золотой Олимпийский орден (2000 год)[3].
- Медаль Почета FISA (2000 год)[3].